# Wiederau (Pegau)
Wiederau ist ein Dorf südlich von Leipzig mit ca. 350 Einwohnern und gehört seit 1994 zu Pegau. Die Siedlung wird östlich von der Weißen Elster umflossen. Bekannt ist Wiederau durch sein Barockschloss und den Rundfunksender.

## Geografie
Wiederau liegt im Leipziger Neuseenland, der aus dem Mitteldeutschen Braunkohlerevier hervorgegangenen Bergbaufolgelandschaft. Die Ortslage befindet sich mittig zwischen Zwenkau im Nordosten und Pegau im Südwesten, etwa 4 km vom jeweiligen Stadtkern entfernt.
Östlich des Ortes fließt die Weiße Elster nordwärts, westlich nähert sich ihr der Profener Elstermühlgraben an und mündet schließlich nach dem nördlich von Wiederau liegenden Kleindalzig in sie. Weitere umgebende Orte sind Großdalzig und Tellschütz im Nordwesten, Großstorkwitz im Westen, Zauschwitz und Weideroda im Südwesten, Kobschütz und Rüssen-Kleinstorkwitz im Südosten, Döhlen im Osten und Löbschütz im Nordosten.
Südlich der Ortslage befindet sich die Anlage des Senders Wiederau mit seinem weithin sichtbaren Sendemast.

## Geschichte
Als villa[m] Widerhowe fand der Ort eine urkundliche Erwähnung im Jahr 1080. Die frühe slawische Besiedlung war durch den fruchtbaren Auenboden in der Nähe der Weißen Elster begünstigt. Im Jahr 1548 ist ein Rittergut im Ort und Zugehörigkeit zum kursächsischen Amt Pegau belegt. Eine mittelalterliche Wasserburg war Ausgangspunkt für das bis 1705 durch den Rittergutsbesitzer David von Fletscher errichtete Schloss Wiederau am südlichen Rand der Ortslage. Der Geheime Rat und Vizekammerpräsident Johann Christian von Hennicke erhielt es 1737 als erbliches Lehen. Für die Huldigungsfeier komponierte Thomaskantor Johann Sebastian Bach die Festkantate Angenehmes Wiederau auf einen Text von Christian Friedrich Henrici (Picander).

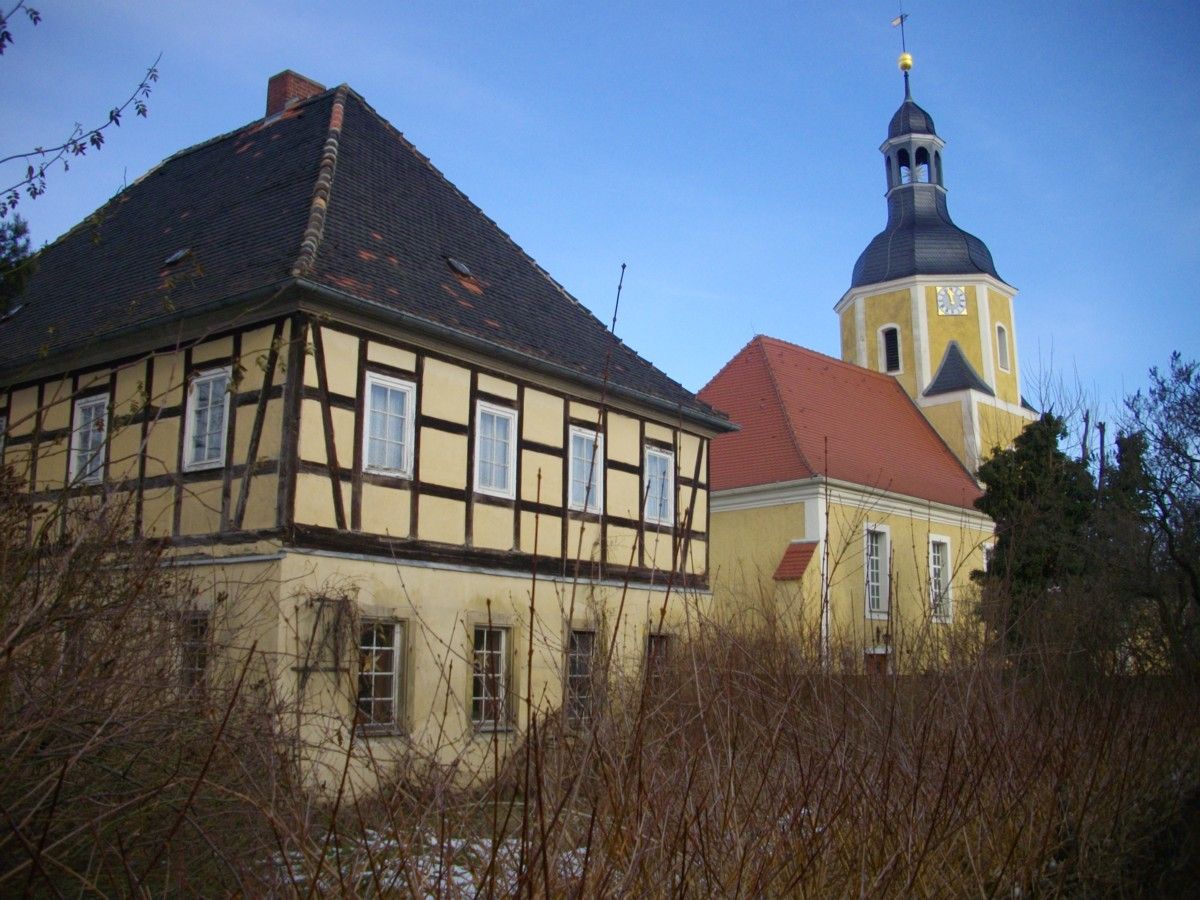
Pfarrhaus und Johanniskirche

Bereits um 1300 scheint es einen Vorgängerbau der 1699 erbauten Johanniskirche gegeben zu haben. Den Ursprung bildet zumindest eine romanische Chorturmkirche, mit der Sakristei als ältestem erhaltenem Teil. Eine 1830 bei Urban Kreutzbach in Auftrag gegebene Orgel ersetzte ein barockes Vorgängerinstrument aus dem Jahr 1720. Als Ersatz für die im Zweiten Weltkrieg abgegebenen Glocken konnte die Kirchgemeinde 1957 drei Stahlgussglocken erhalten.

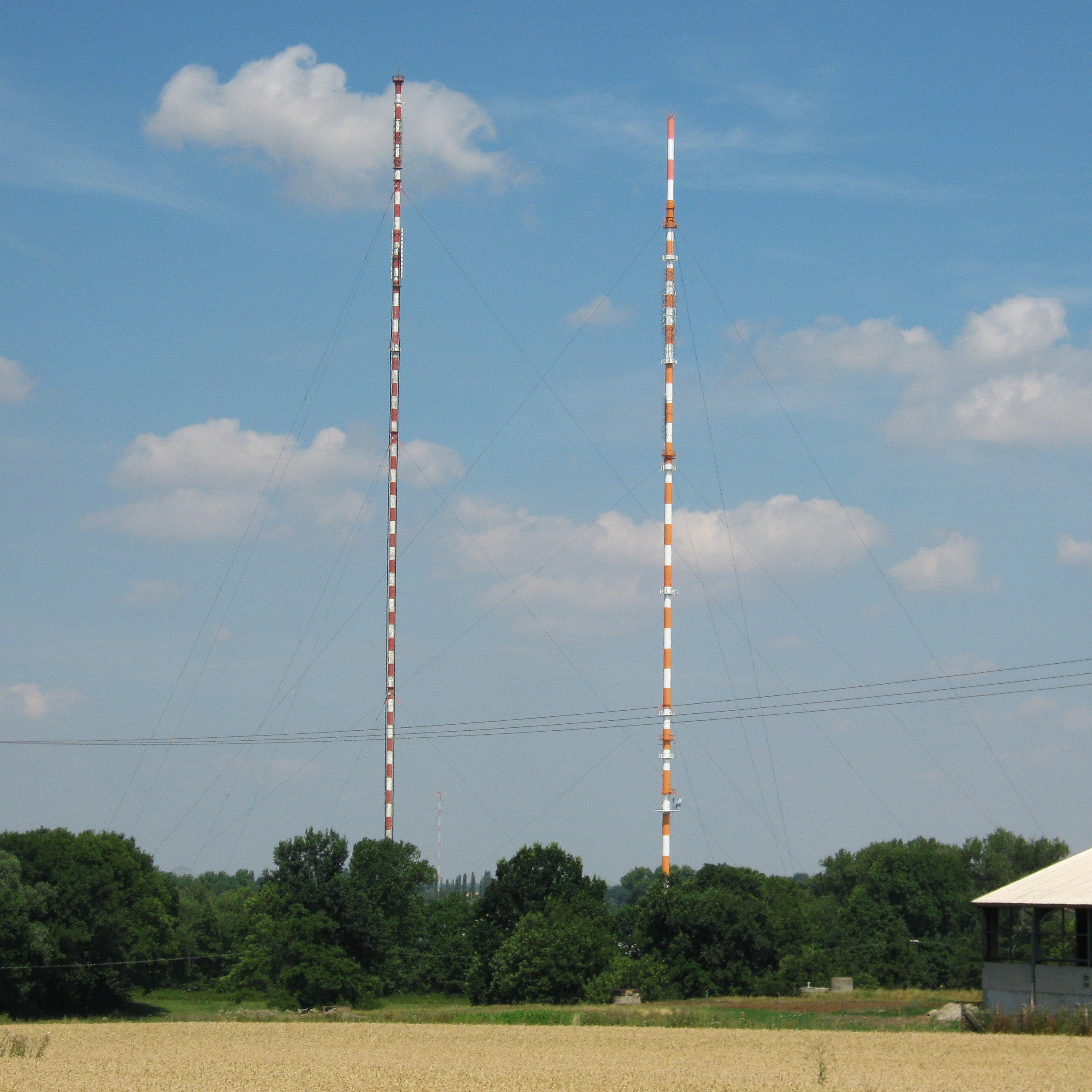
Der linke Mast des Senders Wiederau wurde 2013 gesprengt.

Im September 1931 begann der Bau des Senders Wiederau mit zwei hölzernen, 125 Meter hohen Antennenmasten, dessen Inbetriebnahme am 28. Oktober 1932 erfolgte. Ein im Sommer 1935 als neuer Sendemast errichteter 156 Meter hoher Holzturm wurde 1953 gesprengt, nachdem seine Aufgaben durch einen selbsttragenden Rohrmast übernommen worden sind, der 1958 auf 236 Meter verlängert wurde. Nach weiteren Um- und Ausbauten in den sechziger Jahren waren seit Ende 1969 zwei Rohrmasten für die nächsten Jahrzehnte weithin sichtbare Landmarken. Nach technischem Fortschritt und geringerem Nutzungsbedarf wurde der nicht mehr benötigte 256-Meter-Mast im Oktober 2013 gesprengt, es verbleibt noch der jüngere 212 Meter hohe Mast.
Zum 1. Januar 1973 wurden die Gemeinden Großstorkwitz (mit Maschwitz) und Weidenroda (mit Zauschwitz) nach Wiederau eingemeindet. Die Gemeinde kam wiederum am 1. Januar 1994 zur Stadt Pegau.
Die 1941 gründete Freiwillige Feuerwehr Wiederau ist inzwischen eine von fünf Ortsfeuerwehren der Stadt.
Infolge von Justiz- und Verwaltungsreformen oblag die überörtliche Verwaltung der Gemeinde 1856 den Gerichtsamt Pegau, 1875 der Amtshauptmannschaft Borna (ab 1939 Landkreis), 1952 dem Kreis Borna (ab 1990 Landkreis), 1994 dem Landkreis Leipziger Land und schließlich seit 2008 dem Landkreis Leipzig.

## Persönlichkeiten
- Johann Mühlmann (1573–1613), evangelischer Kirchenlieddichter
- Werner Hager (1925–2016), Chemiker
- Erhard W. Fischer (1929–2011), Physiker